# Atherinopsoidei
De Atherinopsoidei zijn een onderorde van straalvinnige beenvissen binnen de orde Atheriniformes bestaande uit twee families, die beide beperkt zijn tot Amerika.
Campanella e.a onderscheidden in 2015 een klade Atherinopsoidei.

## Families
- Atherinopsidae Fitzinger, 1873
- Notocheiridae Schultz, 1950